# Henk van den Dool
Hendrik Gerrit Cornelis (Henk) van den Dool (* 4. Juni 1961 in Dordrecht) ist ein niederländischer Diplomat. Er ist der niederländische Botschafter in Bosnien und Herzegowina. Davor war er Botschafter in Albanien, Lettland und Serbien.

## Leben
Henk van den Dool besuchte eine Grundschule in Beverwijk und von 1973 bis 1979 das Gymnasium Felisenum in Velsen-Zuid. Er graduierte 1986 an der Universiteit van Amsterdam in Ur- und Frühgeschichte. Nach seinem Studium arbeitete er als Journalist für den Herausgeber Sak van den Boom in Bloemendaal.
Er hat zwei Söhne.

## Diplomatischer Werdegang
Im auswärtigen Dienst der Niederlande ist er seit 1987. Dort wurde er in verschiedenen Positionen eingesetzt, zum Beispiel in der niederländischen Vertretung bei der Europäischen Union in Brüssel von 1990 bis 1993 (im Range eines Zweiten Sekretärs), als Referent für Ghana und Benin in der Afrikaabteilung des Außenministeriums von 1993 bis 1996, bei der niederländischen Vertretung bei den Vereinten Nationen in Genf von 1996 bis 1998 (als Erster Sekretär) und in der Botschaft in Warschau von 2002 bis 2006 (als Gesandter-Botschaftsrat).
Zwischendurch war er von 1998 bis 2002 Privatsekretär der Ministerin für wirtschaftliche Zusammenarbeit Eveline Herfkens.
Seinen ersten Einsatz als Botschafter hatte er in Albanien: von 2008 bis 2012 war er Botschafter in Tirana. Von 2012 bis 2015 war er Botschafter in Riga. Als niederländischer Botschafter in Lettland war er auch Leiter der baltischen Mission, welche die Botschaften in Estland, Lettland und Litauen umfasst. Sein Nachfolger in Lettland wurde Pieter Jan Langenberg. Seit Sommer 2015 war Henk van den Dool als Nachfolger von Laurent Stokvis der niederländische Botschafter in Belgrad, mitakkreditiert für Montenegro. Den Botschafterposten hatte er bis 2019 inne. Er wurde von Joost Reintjes abgelöst. Seit 2013 ist er als Nachfolger von Jan Waltmans der niederländische Botschafter in Sarajevo.